# Montbolo
Montbolo  est une commune française du département des Pyrénées-Orientales en région Occitanie.
La commune possède un patrimoine naturel remarquable : un site Natura 2000 et deux zones naturelles d'intérêt écologique, faunistique et floristique (ZNIEFF).

## Géographie

### Localisation

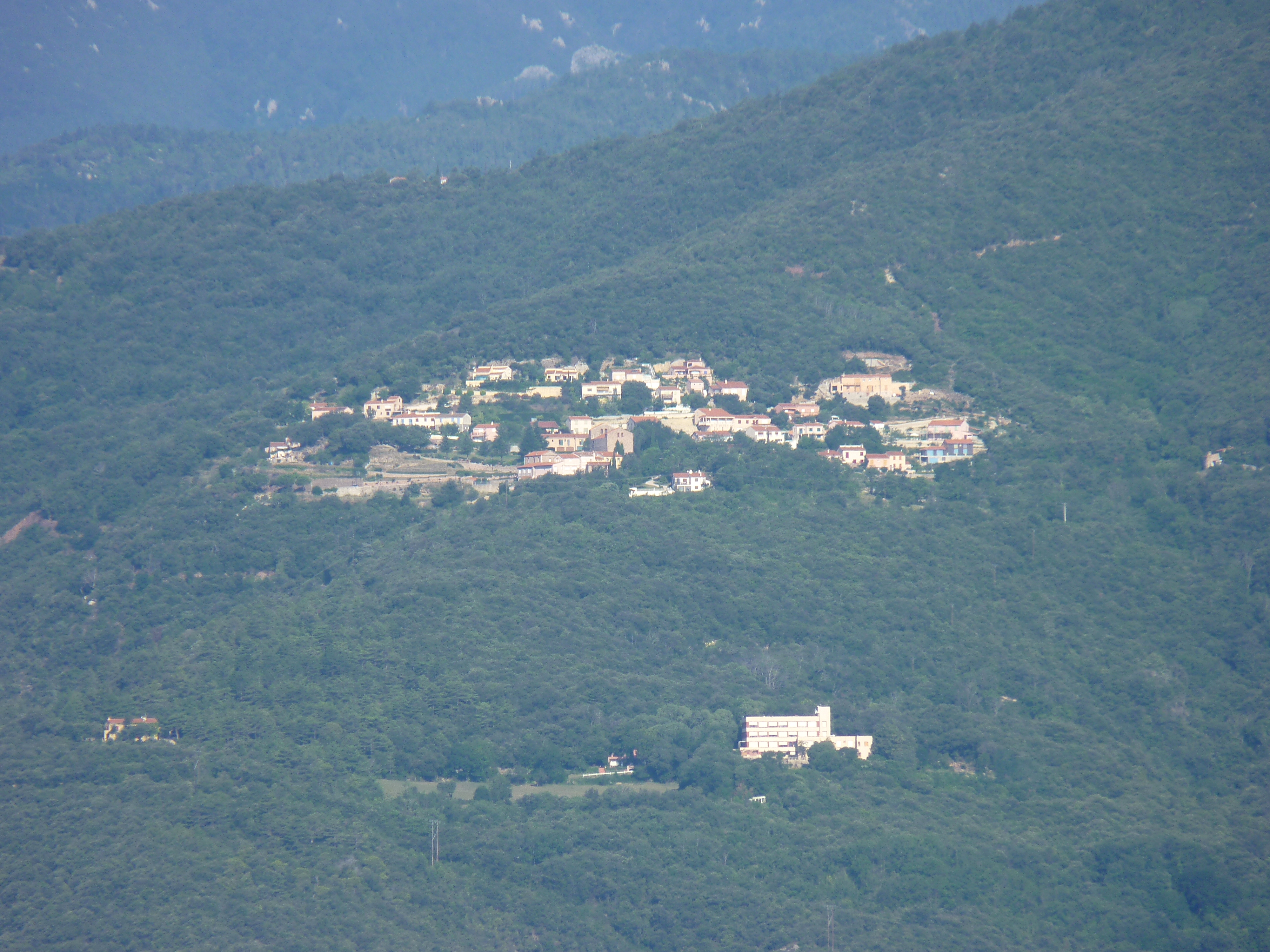
Vue générale.

La commune  se situe à 31 km à vol d'oiseau de Perpignan, préfecture du département, à 8 km de Céret, sous-préfecture, et à 2 km d'Amélie-les-Bains-Palalda.
La commune fait partie du bassin de vie d'Amélie-les-Bains-Palalda et de l'aire d'attraction d'Amélie-les-Bains-Palalda.
Sur le plan historique et culturel, Montbolo fait partie du Vallespir, ancienne vicomté (englobée au Moyen Âge dans la vicomté de Castelnou), rattachée à la France par le traité des Pyrénées (1659) et correspondant approximativement à la vallée du Tech, de sa source jusqu'à Céret.

### Communes limitrophes
Les communes limitrophes sont  Amélie-les-Bains-Palalda, Arles-sur-Tech, Corsavy, Reynès, Saint-Marsal, Taillet et Taulis.
| Taulis  | Saint-Marsal   | Taillet                  |
| Corsavy | Montbolo       | Reynès                   |
|         | Arles-sur-Tech | Amélie-les-Bains-Palalda |

### Géologie et relief
Des anciennes carrières de gypse, exploitées pour faire du plâtre et des gisements de lutite et de dolomie se trouvent dans la commune.

### Hydrographie
La commune est drainée par le Tech, l'Ample, la rivière de Bonabosc, la rivière de Saint-Marsal et par un autre cours d'eau.

### Climat
Pour des articles plus généraux, voir Climat de l'Occitanie et Climat des Pyrénées-Orientales.
En 2010, le climat de la commune est de type climat méditerranéen altéré, selon une étude du CNRS s'appuyant sur une série de données couvrant la période 1971-2000. En 2020, Météo-France publie une typologie des climats de la France métropolitaine dans laquelle la commune est exposée à un climat méditerranéen et est dans la région climatique Pyrénées orientales, caractérisée par une faible pluviométrie, un très bon ensoleillement (2 600 h/an), un air sec, particulièrement en hiver et peu de brouillards.
Pour la période 1971-2000, la température annuelle moyenne est de 13,6 °C, avec une amplitude thermique annuelle de 14,3 °C. Le cumul annuel moyen de précipitations est de 898 mm, avec 6,4 jours de précipitations en janvier et 4,9 jours en juillet. Pour la période 1991-2020, la température moyenne annuelle observée sur la station météorologique la plus proche, située sur la commune d'Amélie-les-Bains-Palalda à 2 km à vol d'oiseau, est de 16,0 °C et le cumul annuel moyen de précipitations est de 893,8 mm,. Pour l'avenir, les paramètres climatiques de la commune estimés pour 2050 selon différents scénarios d’émission de gaz à effet de serre sont consultables sur un site dédié publié par Météo-France en novembre 2022.

### Milieux naturels et biodiversité

#### Réseau Natura 2000
Le réseau Natura 2000 est un réseau écologique européen de sites naturels d'intérêt écologique élaboré à partir des directives habitats et oiseaux, constitué de zones spéciales de conservation (ZSC) et de zones de protection spéciale (ZPS).
Un site Natura 2000 a été défini sur la commune au titre de la directive habitats : « le Tech », d'une superficie de 1 467 ha, hébergeant le Barbeau méridional qui présente une très grande variabilité génétique dans tout le bassin versant du Tech. Le haut du bassin est en outre colonisé par le Desman des Pyrénées.

#### Zones naturelles d'intérêt écologique, faunistique et floristique
L’inventaire des zones naturelles d'intérêt écologique, faunistique et floristique (ZNIEFF) a pour objectif de réaliser une couverture des zones les plus intéressantes sur le plan écologique, essentiellement dans la perspective d’améliorer la connaissance du patrimoine naturel national et de fournir aux différents décideurs un outil d’aide à la prise en compte de l’environnement dans l’aménagement du territoire.
Deux ZNIEFF de type 2 sont recensées sur la commune :
- « le Vallespir » (47 344 ha), couvrant 18 communes du département[17] ;
- le « massif des Aspres » (28 819 ha), couvrant 37 communes du département[18].

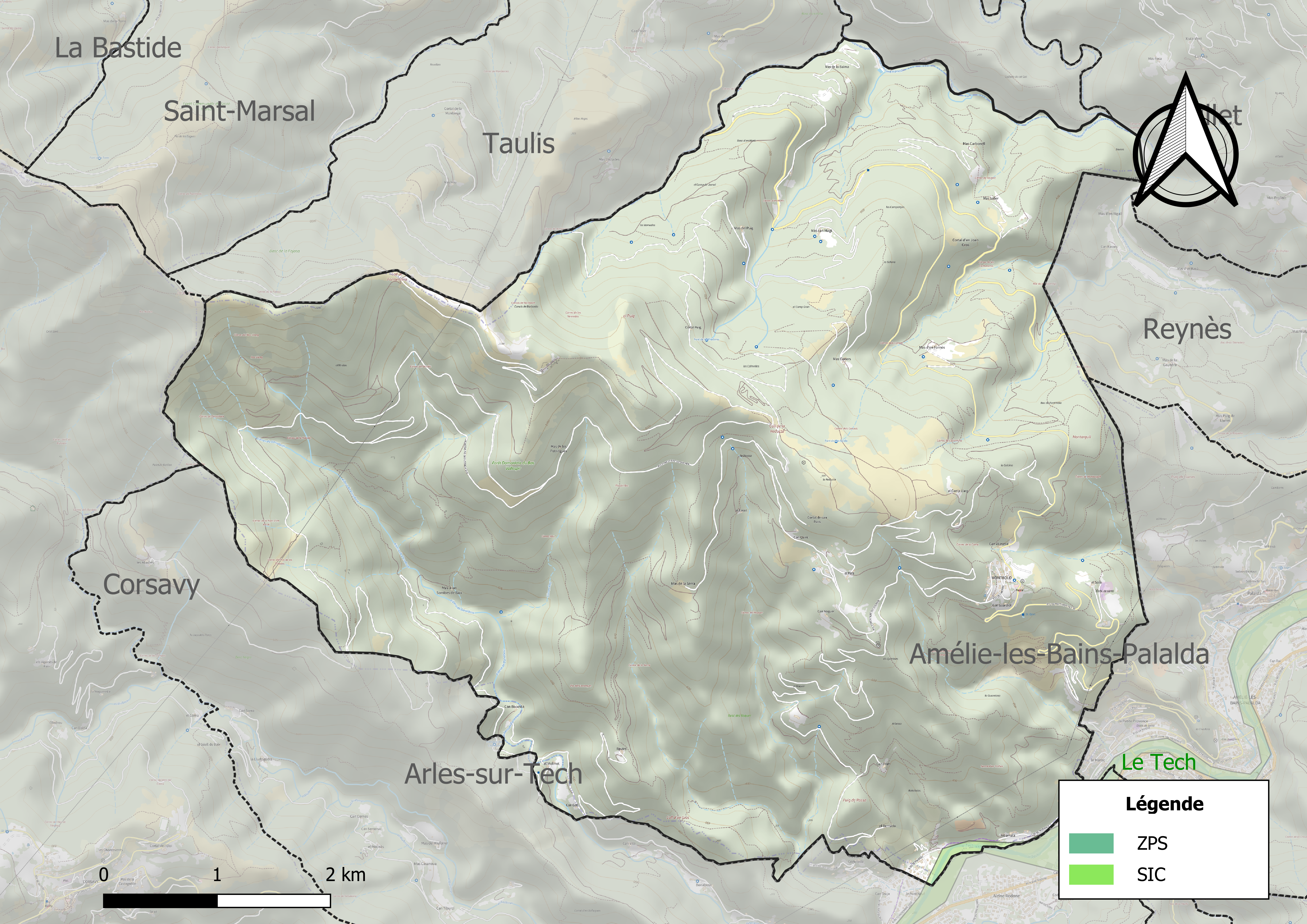
Site Natura 2000 sur le territoire communal.
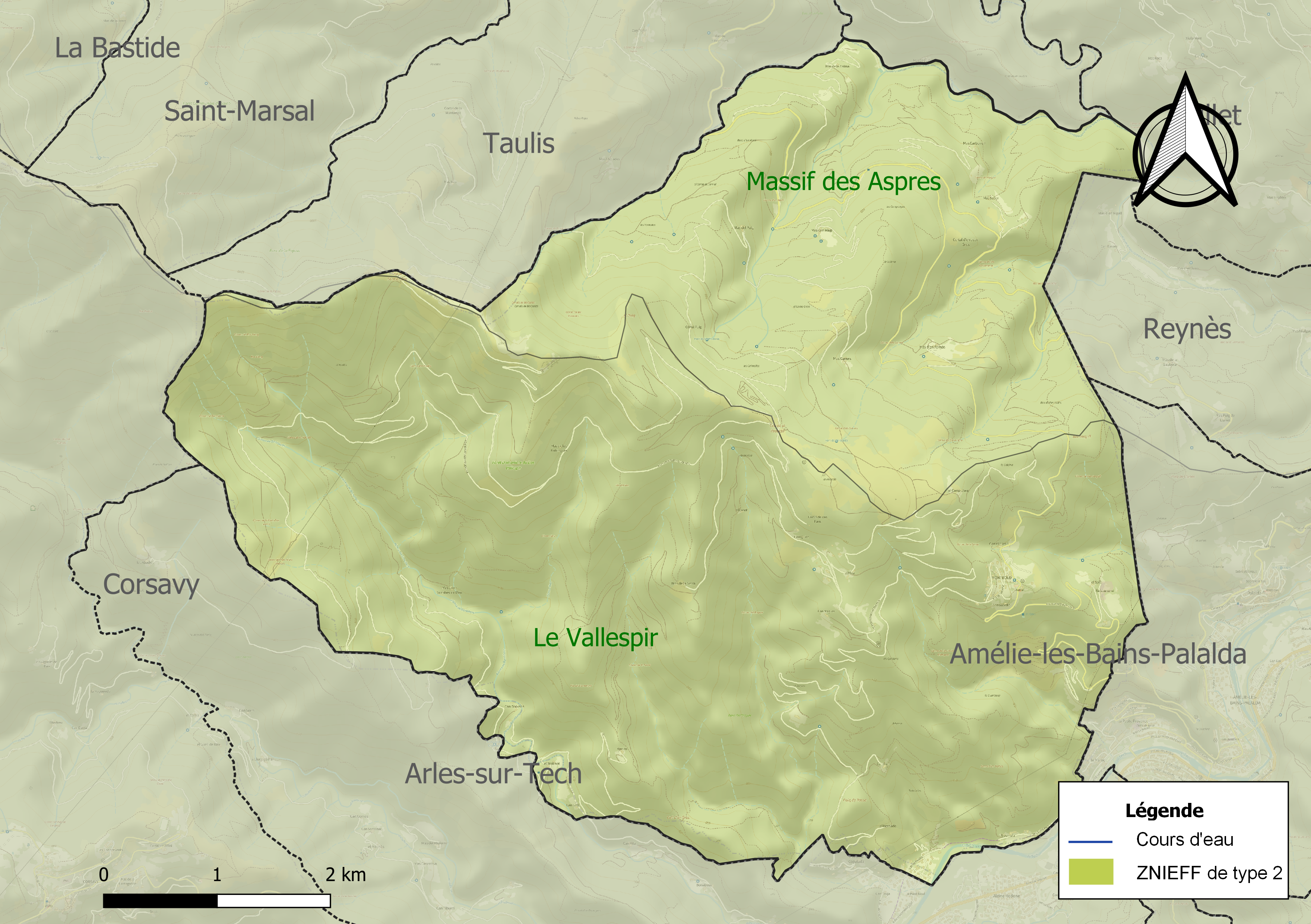
Carte des ZNIEFF de type 2 localisées sur la commune.

## Urbanisme

### Typologie
Au 1er janvier 2024, Montbolo est catégorisée commune rurale à habitat dispersé, selon la nouvelle grille communale de densité à sept niveaux définie par l'Insee en 2022.
Elle est située hors unité urbaine. Par ailleurs la commune fait partie de l'aire d'attraction d'Amélie-les-Bains-Palalda, dont elle est une commune de la couronne,. Cette aire, qui regroupe 6 communes, est catégorisée dans les aires de moins de 50 000 habitants,.

### Occupation des sols

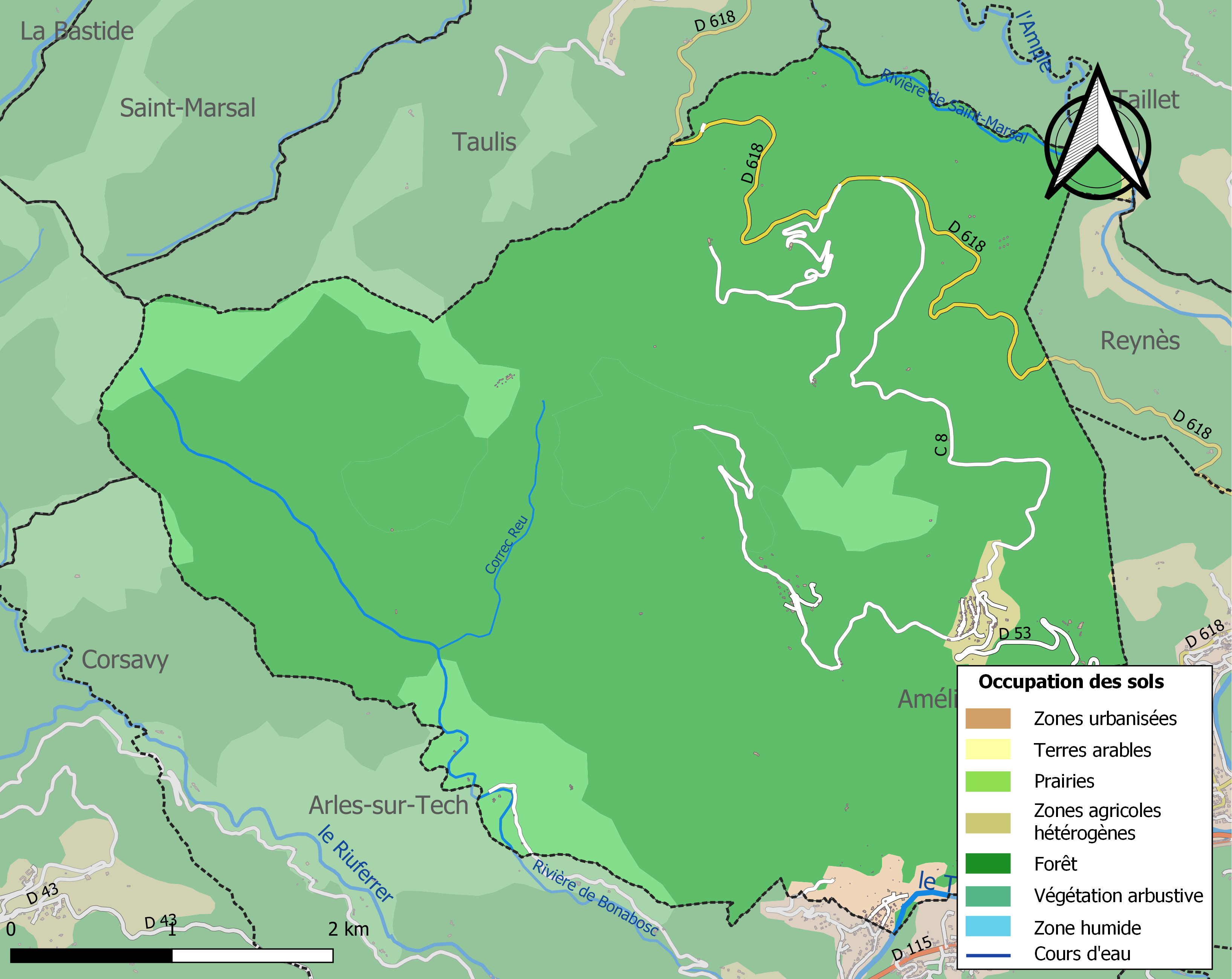
Carte des infrastructures et de l'occupation des sols de la commune en 2018 (CLC).

L'occupation des sols de la commune, telle qu'elle ressort de la base de données européenne d’occupation biophysique des sols Corine Land Cover (CLC), est marquée par l'importance des forêts et milieux semi-naturels (97,6 % en 2018), une proportion sensiblement équivalente à celle de 1990 (97,7 %). La répartition détaillée en 2018 est la suivante : 
forêts (89,5 %), milieux à végétation arbustive et/ou herbacée (8,2 %), zones agricoles hétérogènes (1,3 %), zones urbanisées (1,1 %). L'évolution de l’occupation des sols de la commune et de ses infrastructures peut être observée sur les différentes représentations cartographiques du territoire : la carte de Cassini (XVIIIe siècle), la carte d'état-major (1820-1866) et les cartes ou photos aériennes de l'IGN pour la période actuelle (1950 à aujourd'hui).

### Habitat et logement
En 2020, le nombre total de logements dans la commune était de 110, alors qu'il était de 106 en 2010 et 2015.
Parmi ces logements, 56,4 % étaient des résidences principales, 15,5 % des résidences secondaires et 28,2 % des logements vacants. Ces logements étaient pour 90,9 % d'entre eux des maisons individuelles et pour 9,1 % des appartements.
Le tableau ci-dessous présente la typologie des logements à Montbolo en 2020 en comparaison avec celle des Pyrénées-Orientales et de la France entière. Une caractéristique marquante du parc de logements est ainsi une proportion de résidences secondaires et logements occasionnels (15,5 %) inférieure à celle du département (27,9 %) mais supérieure à celle de la France entière (9,7 %). Concernant le statut d'occupation de ces logements, 82,3 % des habitants de la commune sont propriétaires de leur logement (86,2 % en 2015), contre 59,9 % pour les Pyrénées-Orientales et 57,5 pour la France entière.
| Typologie                                               | Montbolo | Pyrénées-Orientales | France entière |
| ------------------------------------------------------- | -------- | ------------------- | -------------- |
| Résidences principales (en %)                           | 56,4     | 63,9                | 82,1           |
| Résidences secondaires et logements occasionnels (en %) | 15,5     | 27,9                | 9,7            |
| Logements vacants (en %)                                | 28,2     | 8,2                 | 8,2            |

### Voies de communication et transports
La ligne 535 du réseau régional liO relie la commune à Amélie-les-Bains depuis La Bastide.

### Risques majeurs
Le territoire de la commune de Montbolo est vulnérable à différents aléas naturels : inondations, climatiques (grand froid ou canicule), feux de forêts, mouvements de terrains et séisme (sismicité moyenne). Il est également exposé à un risque particulier, le risque radon,.

#### Risques naturels
Certaines parties du territoire communal sont susceptibles d’être affectées par le risque d’inondation par crue torrentielle de cours d'eau du bassin du Tech.
Les mouvements de terrains susceptibles de se produire sur la commune sont soit des mouvements liés au retrait-gonflement des argiles, soit des glissements de terrains, soit des chutes de blocs, soit des effondrements liés à des cavités souterraines. Une cartographie nationale de l'aléa retrait-gonflement des argiles permet de connaître les sols argileux ou marneux susceptibles vis-à-vis de ce phénomène. L'inventaire national des cavités souterraines permet par ailleurs de localiser celles situées sur la commune.
La commune est classée en zone de sismicité 4, correspondant à une sismicité moyenne.
Ces risques naturels sont pris en compte dans l'aménagement du territoire de la commune par le biais d'un plan de prévention des risques inondations et mouvements de terrains.

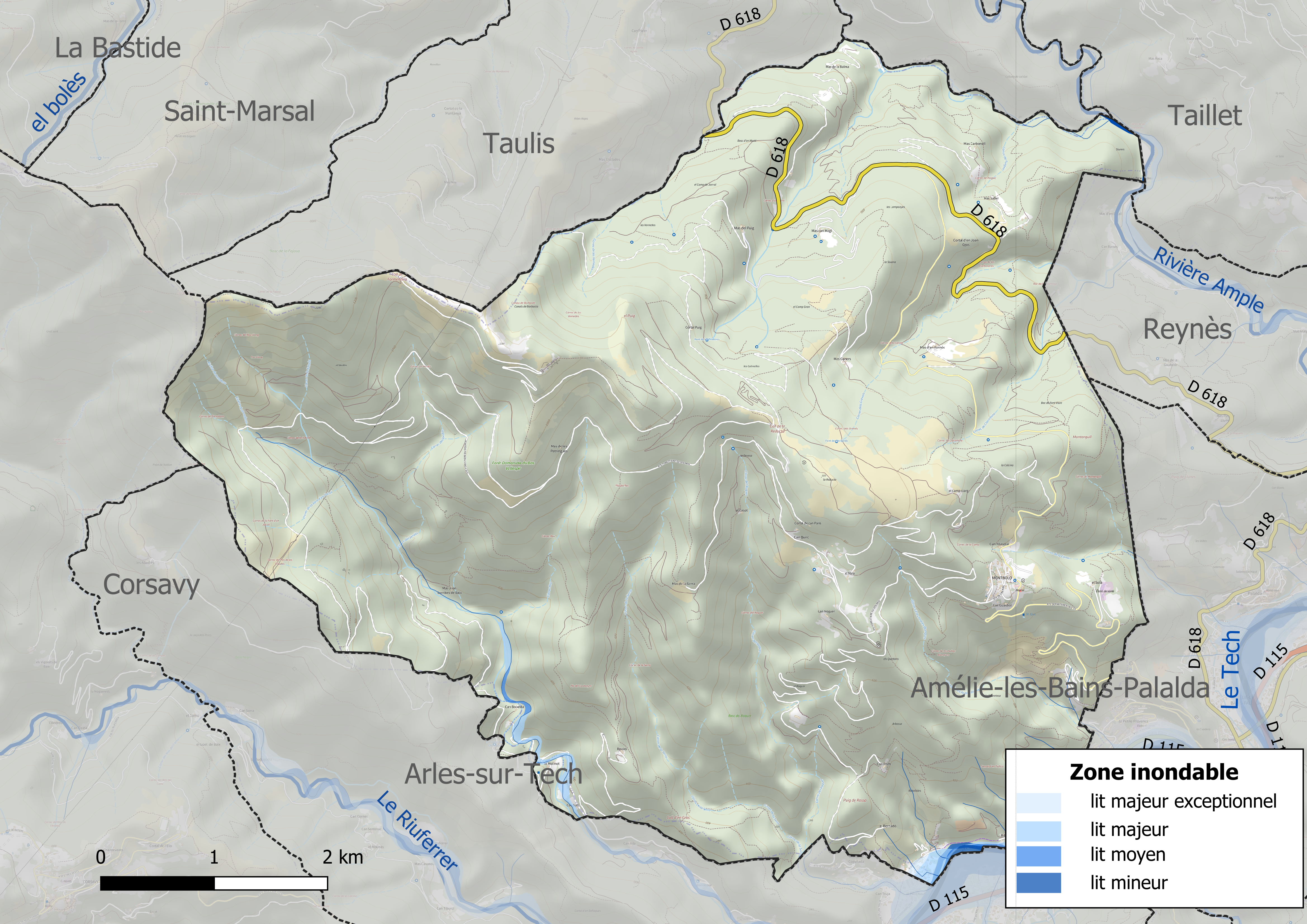
Carte des zones inondables.
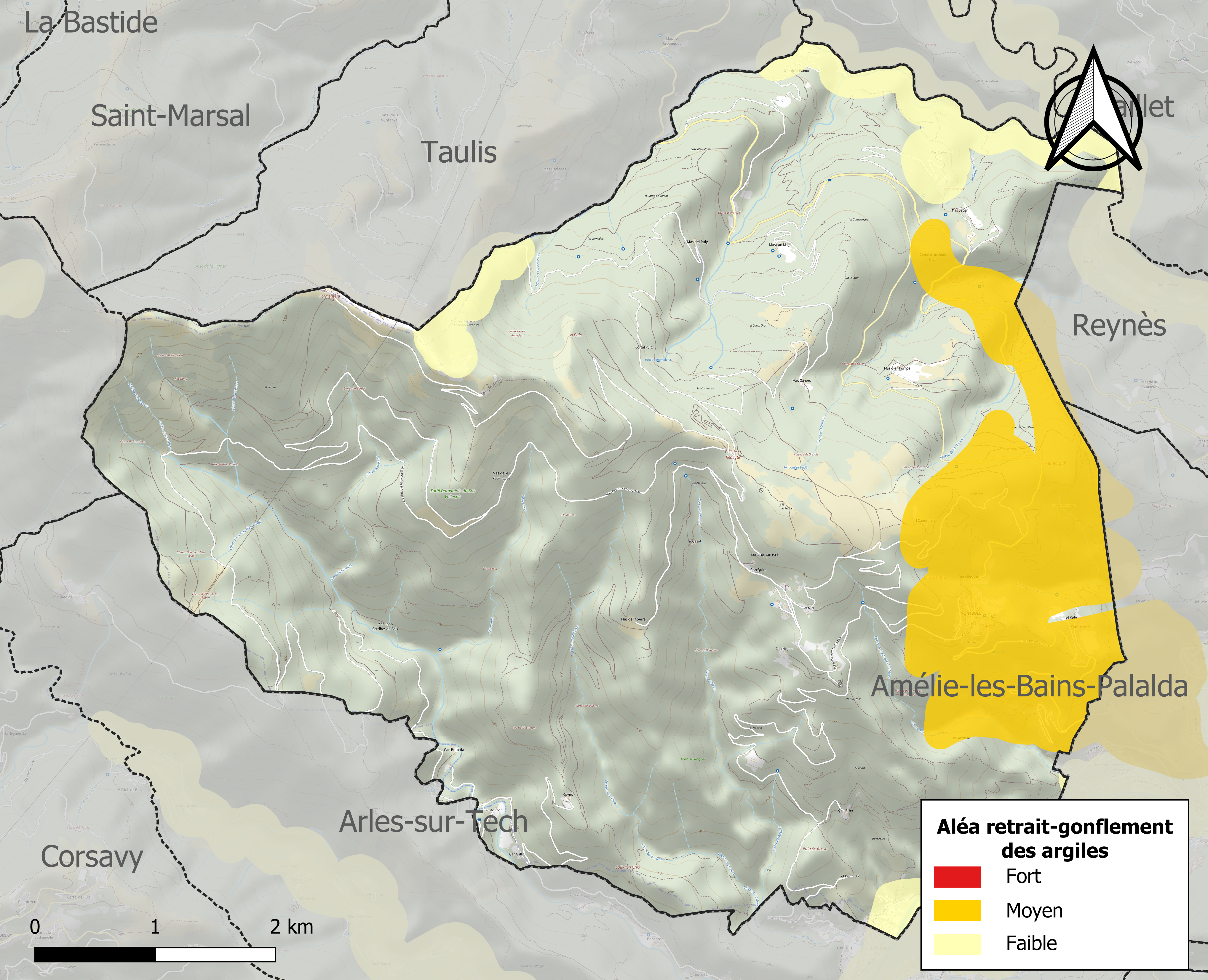
Carte des zones d'aléa retrait-gonflement des argiles.

#### Risque particulier
Dans plusieurs parties du territoire national, le radon, accumulé dans certains logements ou autres locaux, peut constituer une source significative d’exposition de la population aux rayonnements ionisants. Toutes les communes du département sont concernées par le risque radon à un niveau plus ou moins élevé. Selon la classification de 2018, la commune de Montbolo est classée en zone 3, à savoir zone à potentiel radon significatif.

## Toponymie
Le nom est attesté sous les formes Monte Baudone ou Monte Bodone  au Xe siècle, puis Muntbaulo et Monbaulo au XIVe siècle et enfin Mont Bolo au XVIIe siècle.
En catalan, le nom de la commune est Montboló.
Le premier élément est issu du catalan mont qui signifie « colline, mont, montagne ». Le second élément -bolo résulte de l'altération de l'anthroponyme germanique Baldone, basé sur l'adjectif Bald (« audacieux ») au régime.
Remarque : Albert Dauzat qui ne cite pas de forme ancienne y avait vu la racine pré-celtique *bol qu'il a cru  reconnaître également dans Boeil (Pyrénées-Atlantiques).

## Histoire

### Préhistoire
Le site de Montbolo est occupé depuis la préhistoire, comme l'attestent entre autres la grotte de la Balma (mot catalan désignant une caverne) qui conserve des vestiges remontant au Néolithique, fortuitement découverts en 1969. Ils comprennent notamment un nombre important de fragments de céramique, des fragments osseux et des restes de peintures rupestres.
Le dolmen de Formentera est reporté disparu.

### Moyen Âge
Le village est mentionné pour la première fois en 941 dans un document émanent du seigneur de Camélas (ou 967 selon l'Abbé Cazes), et l'église, mentionnée pour la première fois en 993, est fondée quelques années après. Elle est .
Jusqu'en 1321, la seigneurie appartient aux vicomtes de Castelnou.[réf. nécessaire]

### Révolution française et Empire

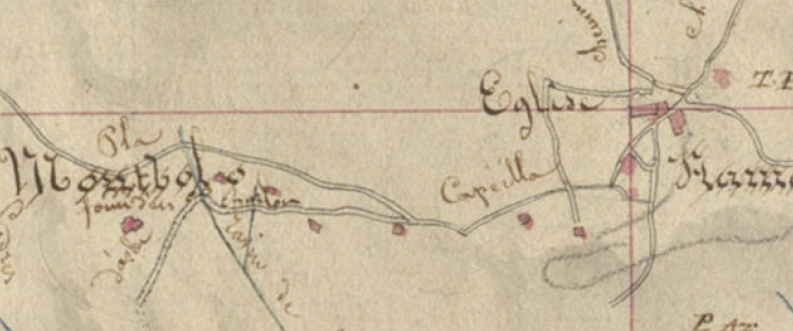
Montbolo sur la cadastre napoléonien, en 1812.

### Époque contemporaine
Un éboulement dans une carrière de gypse de Montbolo a lieu le 20 mars 1886 et provoque la mort de trois ouvriers.

## Politique et administration

### Rattachements administratifs et électoraux

#### Rattachements administratifs
La commune se trouve dans l'arrondissement de Céret du département des Pyrénées-Orientales.
Elle faisait partie depuis 1793 du canton d'Arles-sur-Tech. Dans le cadre du redécoupage cantonal de 2014 en France, cette circonscription administrative territoriale a disparu, et le canton n'est plus qu'une circonscription électorale.

#### Rattachements électoraux
Pour les élections départementales, la commune fait partie depuis 2014 du canton du Canigou.
Pour l'élection des députés, elle fait partie de la quatrième circonscription des Pyrénées-Orientales.

### Intercommunalité
Montbolo est membre de la communauté de communes du Haut Vallespir, un établissement public de coopération intercommunale (EPCI) à fiscalité propre créé fin 2004  et auquel la commune a transféré un certain nombre de ses compétences, dans les conditions déterminées par le code général des collectivités territoriales.

### Liste des maires
| Période                                  | Période                        | Identité                         | Étiquette | Qualité                       |
| ---------------------------------------- | ------------------------------ | -------------------------------- | --------- | ----------------------------- |
| Les données manquantes sont à compléter. |                                |                                  |           |                               |
| mars 2001                                | 16 août 2018                   | Lucien Julia,                    | DVG       | Mort en fonction              |
| 2018                                     | mai 2020                       | Marie-José Poch épouse Macabies  |           |                               |
| mai 2020                                 | septembre 2023                 | Hervé Colas                      |           | Cadre retraité Démissionnaire |
| octobre 2023                             | En cours (au 30 novembre 2023) | Marie-Josée Poch épouse Macabies |           | Cadre de la fonction publique |

## Population et société
Les habitants sont appelés les Bolomontains

### Démographie ancienne
La population est exprimée en nombre de feux (f) ou d'habitants (H).
| 1359 | 1365 | 1378 | 1470 | 1515 | 1553 | 1643 | 1709 | 1720 |
| ---- | ---- | ---- | ---- | ---- | ---- | ---- | ---- | ---- |
| 28 f | 25 f | 26 f | 10 f | 9 f  | 16 f | 41 f | 39 f | 39 f |

| 1730 | 1767  | 1774 | 1789 | 1790  | - | - | - | - |
| ---- | ----- | ---- | ---- | ----- | - | - | - | - |
| 49 f | 265 H | 40 f | 30 f | 500 H | - | - | - | - |

### Démographie contemporaine
L'évolution du nombre d'habitants est connue à travers les recensements de la population effectués dans la commune depuis 1793. Pour les communes de moins de 10 000 habitants, une enquête de recensement portant sur toute la population est réalisée tous les cinq ans, les populations de référence des années intermédiaires étant quant à elles estimées par interpolation ou extrapolation. Pour la commune, le premier recensement exhaustif entrant dans le cadre du nouveau dispositif a été réalisé en 2004.

En 2022, la commune comptait 179 habitants, en évolution de −1,65 % par rapport à 2016 (Pyrénées-Orientales : +3,92 %, France hors Mayotte : +2,11 %).
| 1793 | 1800 | 1806 | 1821 | 1831 | 1836 | 1841 | 1846 | 1851 |
| ---- | ---- | ---- | ---- | ---- | ---- | ---- | ---- | ---- |
| 297  | 263  | 389  | 283  | 380  | 408  | 435  | 443  | 410  |

| 1856 | 1861 | 1866 | 1872 | 1876 | 1881 | 1886 | 1891 | 1896 |
| ---- | ---- | ---- | ---- | ---- | ---- | ---- | ---- | ---- |
| 370  | 322  | 330  | 305  | 267  | 240  | 256  | 235  | 232  |

| 1901 | 1906 | 1911 | 1921 | 1926 | 1931 | 1936 | 1946 | 1954 |
| ---- | ---- | ---- | ---- | ---- | ---- | ---- | ---- | ---- |
| 234  | 244  | 250  | 174  | 140  | 186  | 187  | 215  | 198  |

| 1962 | 1968 | 1975 | 1982 | 1990 | 1999 | 2004 | 2006 | 2009 |
| ---- | ---- | ---- | ---- | ---- | ---- | ---- | ---- | ---- |
| 139  | 124  | 92   | 105  | 133  | 145  | 195  | 196  | 187  |

| 2014 | 2019 | 2022 | - | - | - | - | - | - |
| ---- | ---- | ---- | - | - | - | - | - | - |
| 184  | 177  | 179  | - | - | - | - | - | - |

Montbolo prospère du XVIIe au XIXe siècle, comme l'atteste la forte augmentation de la population pendant cette période. La commune est ensuite touchée par l’exode rural. En effet, en raison du relief accidenté, le village ne possède aucune terre cultivable et exploitait donc les forêts du massif.
Montbolo est une commune rurale qui compte 179 habitants en 2022, après avoir connu un pic de population de 443 habitants en 1846.
| selon la population municipale des années : | 1968 | 1975 | 1982 | 1990 | 1999 | 2006 | 2009 | 2013 |
| Rang de la commune dans le département      | 160  | 163  | 153  | 156  | 156  | 148  | 149  | 149  |
| Nombre de communes du département           | 232  | 217  | 220  | 225  | 226  | 226  | 226  | 226  |

### Manifestations culturelles et festivités
- Fête patronale : 30 novembre[50] ;
- Fête de la Rodella : 30 juillet[50].

## Économie

### Revenus
En 2018, la commune compte 62 ménages fiscaux, regroupant 119 personnes. La médiane du revenu disponible par unité de consommation est de 18 340 € (19 350 € dans le département).

### Emploi
|                | 2008   | 2013   | 2018   |
| -------------- | ------ | ------ | ------ |
| Commune        | 12,1 % | 7,5 %  | 6,8 %  |
| Département    | 10,3 % | 12,9 % | 13,3 % |
| France entière | 8,3 %  | 10 %   | 10 %   |

En 2018, la population âgée de 15 à 64 ans s'élève à 75 personnes, parmi lesquelles on compte 50 % d'actifs (43,3 % ayant un emploi et 6,8 % de chômeurs) et 50 % d'inactifs,. En  2018, le taux de chômage communal (au sens du recensement) des 15-64 ans est inférieur à celui de la France et du département, alors qu'en 2008 la situation était inverse.
La commune fait partie de la couronne de l'aire d'attraction d'Amélie-les-Bains-Palalda, du fait qu'au moins 15 % des actifs travaillent dans le pôle,. Elle compte 50 emplois en 2018, contre 38 en 2013 et 36 en 2008. Le nombre d'actifs ayant un emploi résidant dans la commune est de 36, soit un indicateur de concentration d'emploi de 138,4 % et un taux d'activité parmi les 15 ans ou plus de 24,2 %.
Sur ces 36 actifs de 15 ans ou plus ayant un emploi, 13 travaillent dans la commune, soit 36 % des habitants. Pour se rendre au travail, 72,2 % des habitants utilisent un véhicule personnel ou de fonction à quatre roues, 2,8 % les transports en commun, 2,8 % s'y rendent en deux-roues, à vélo ou à pied et 22,2 % n'ont pas besoin de transport (travail au domicile).

### Activités hors agriculture

#### Secteurs d'activités
13 établissements sont implantés  à Montbolo au 31 décembre 2019.
Le secteur du commerce de gros et de détail, des transports, de l'hébergement et de la restauration est prépondérant sur la commune puisqu'il représente 38,5 % du nombre total d'établissements de la commune (5 sur les 13 entreprises implantées  à Montbolo), contre 30,5 % au niveau départemental.

### Agriculture
|               | 1988 | 2000 | 2010 | 2020 |
| ------------- | ---- | ---- | ---- | ---- |
| Exploitations | 3    | 5    | 2    | 1    |
| SAU (ha)      | 220  | 145  | 10   | 31   |

La commune est dans les « Vallespir et Albères », une petite région agricole située dans le sud du département des Pyrénées-Orientales. En 2020, l'orientation technico-économique de l'agriculture  sur la commune est l'exploitation de grandes cultures (hors céréales et oléoprotéagineuses). Une seule  exploitation agricole ayant son siège dans la commune est recensée lors du recensement agricole de 2020 (trois en 1988). La superficie agricole utilisée est de 31 ha,,.

## Culture locale et patrimoine

### Lieux et monuments
- L'église Saint-André ( Inscrit MH (1993)) du XIIe siècle.
- Le dolmen Caixa de Rotllan ( Classé MH (1889)), situé aux confins des communes de Montbolo et d'Arles-sur-Tech.
- Ruines du village minier, situé à 1153 m. d'altitude et qui accueillait jusque dans les années 1920 les ouvriers travaillant dans les Mines de Batère et de la Pinosa, à proximité de l’ancienne Gare minière de Formentera, sur le chemin de fer minier de Rapaloum, une voie de chemin de fer à l'écartement de 75 cm et longue de 12 km ouverte en 1907  reliant le site de transbordement de Rapaloum à celui de Formentère et  qui assurait l’acheminement du fer des mines voisines[54],[55],[56],[57].

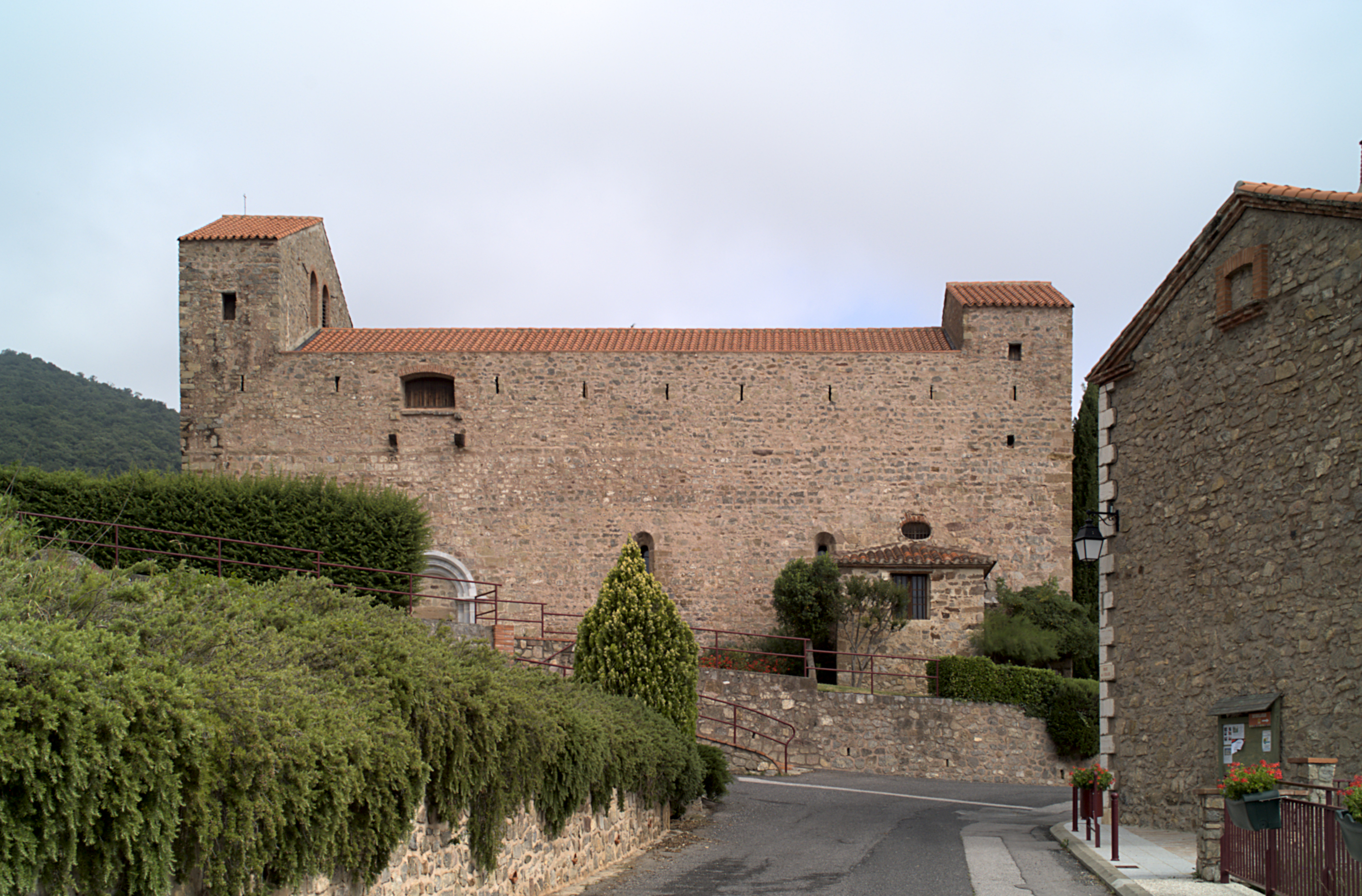
L'église...
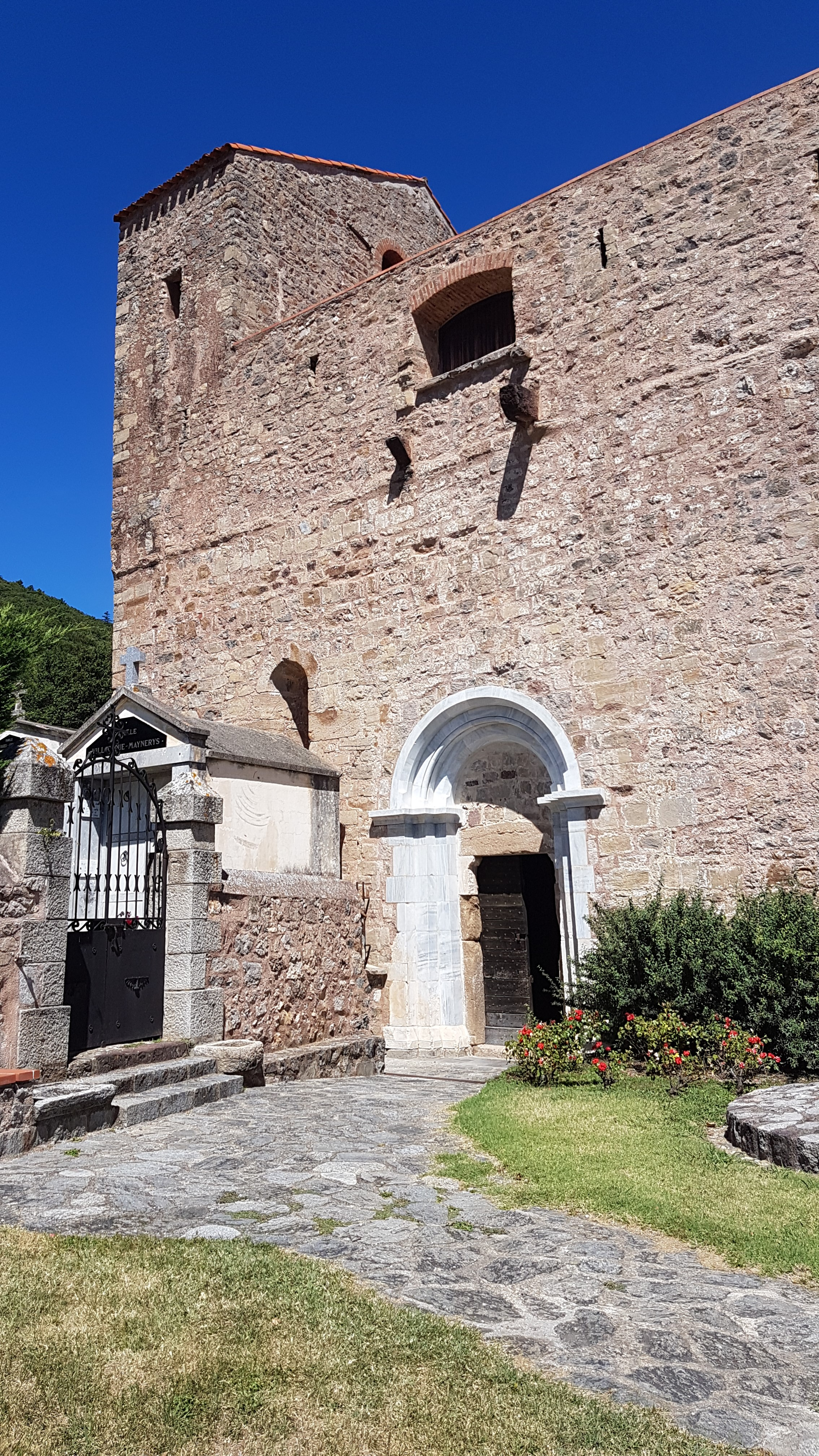
...sa façade, surmontée par le clocher est ...
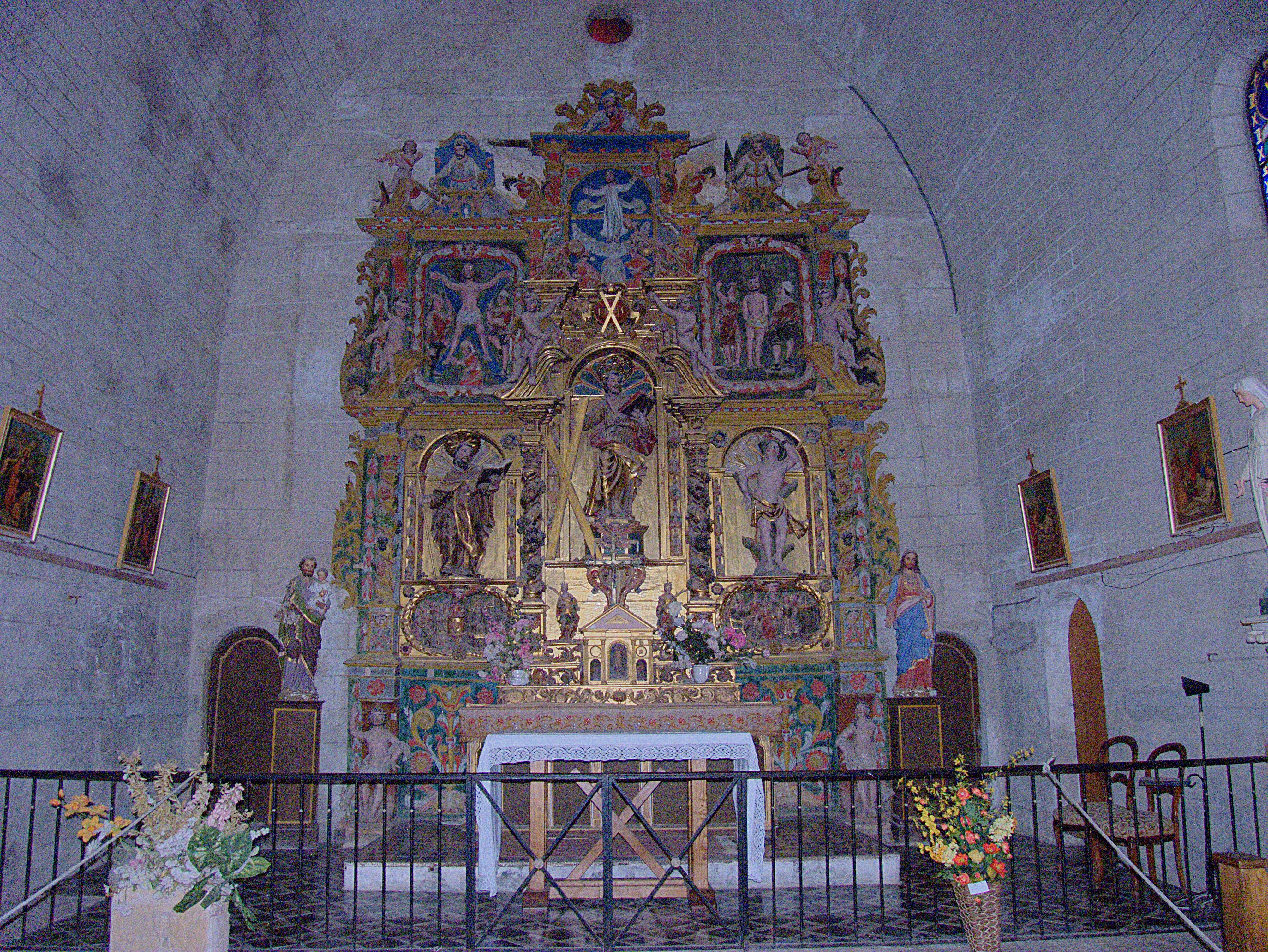
... et son impressionnant retable.
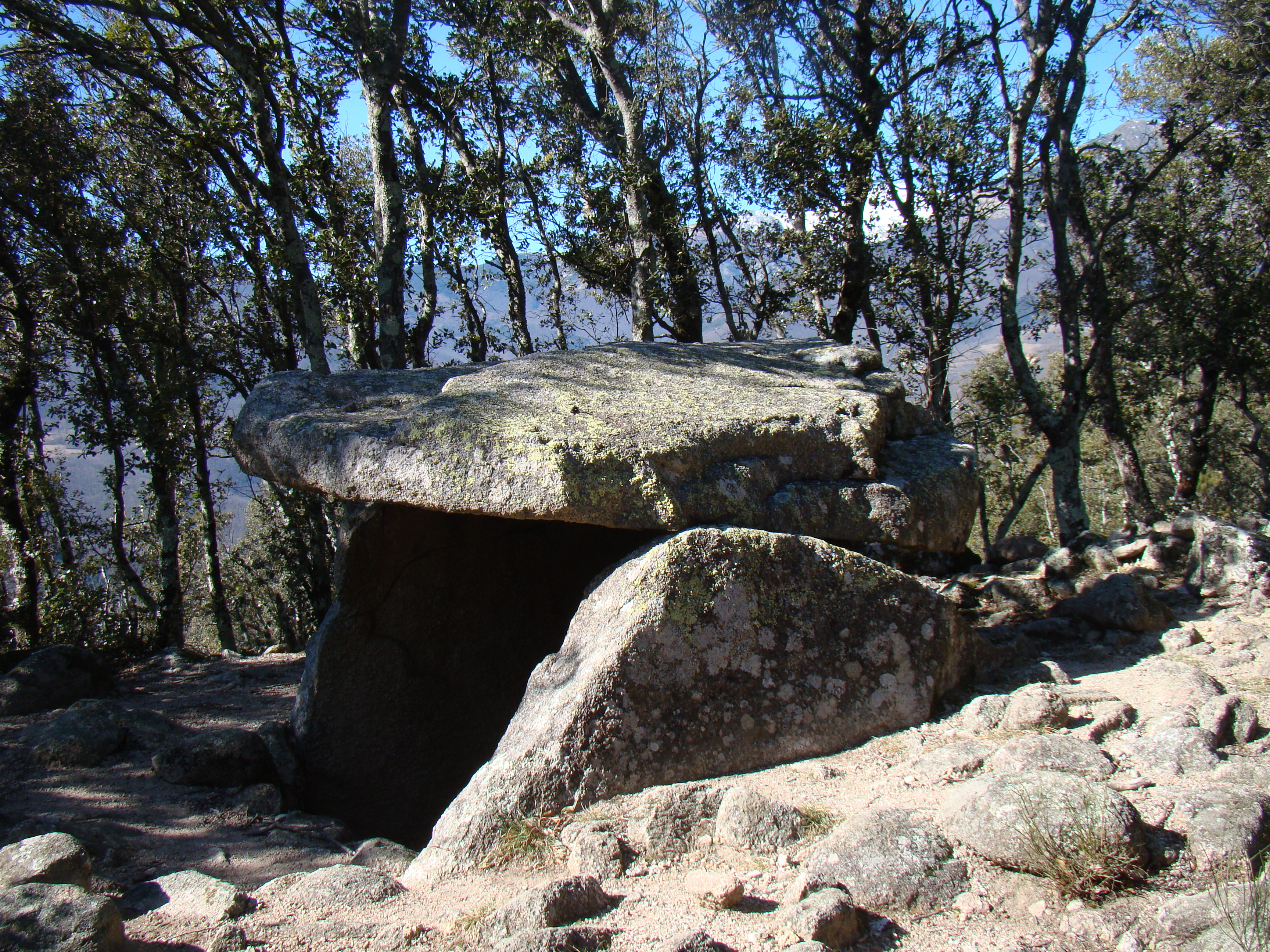
Vue de la Caixa de Rotllan.
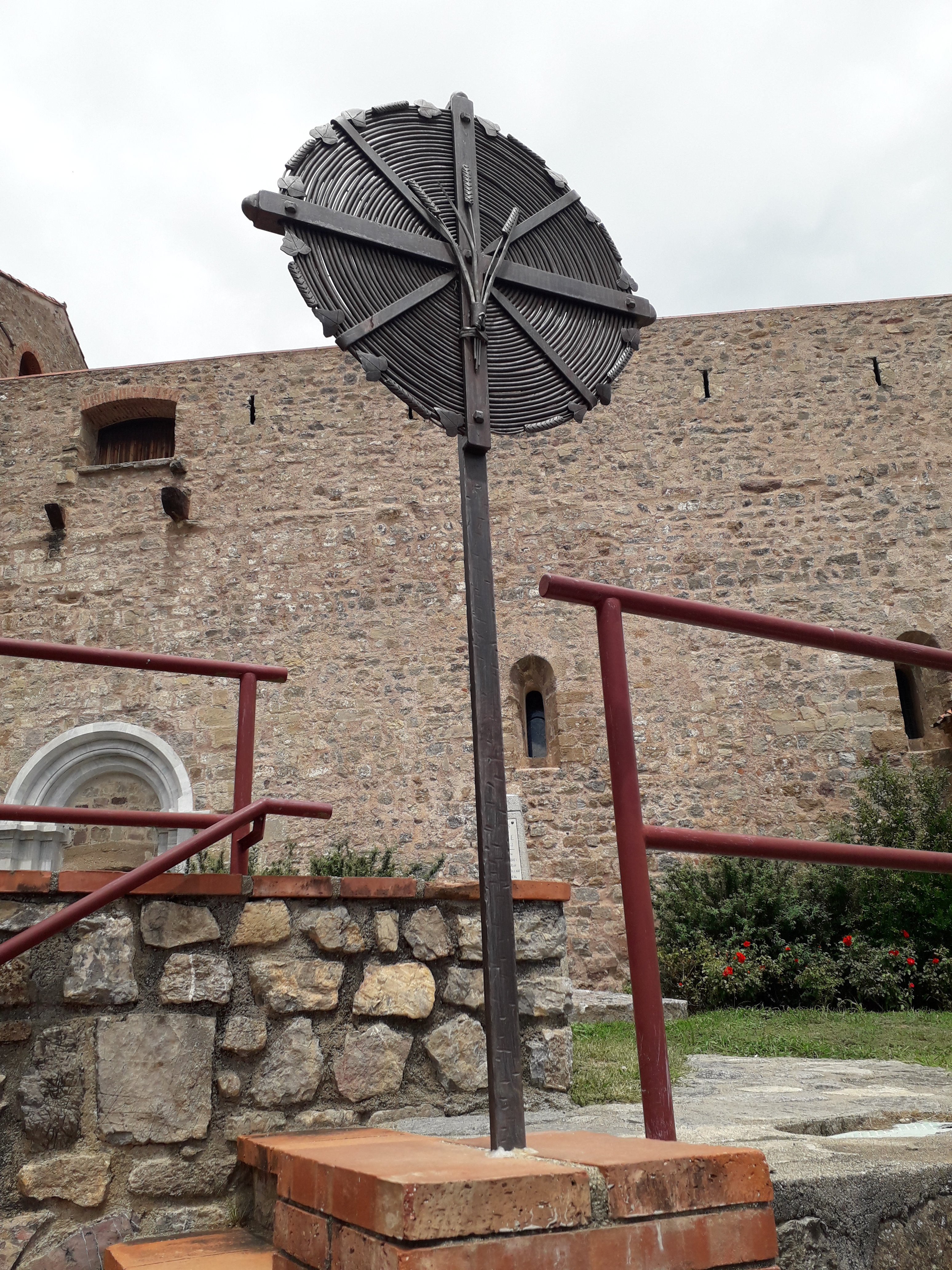
Croix de la Rodella.
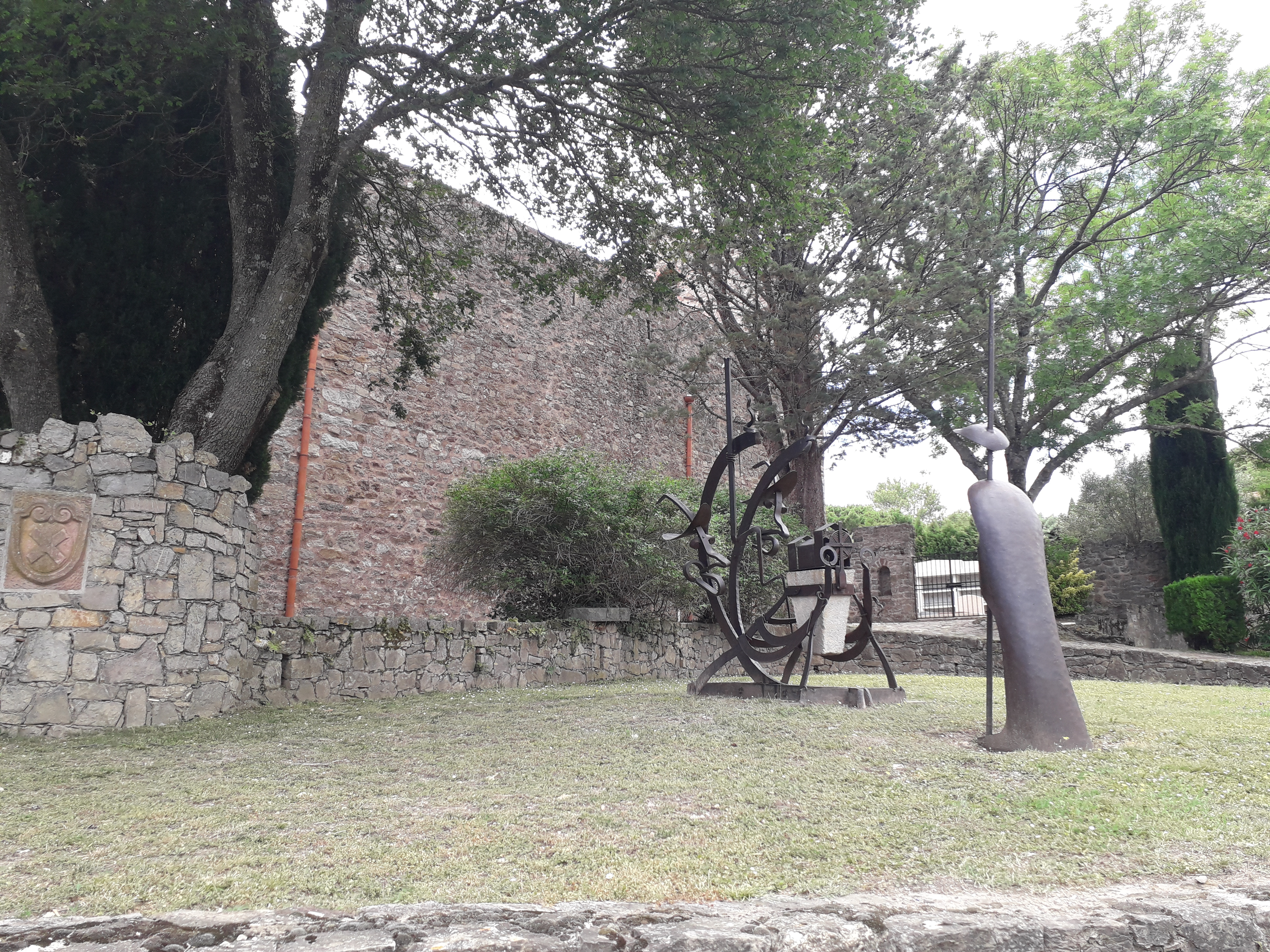
Sculpture représentant la légende de la Rodella
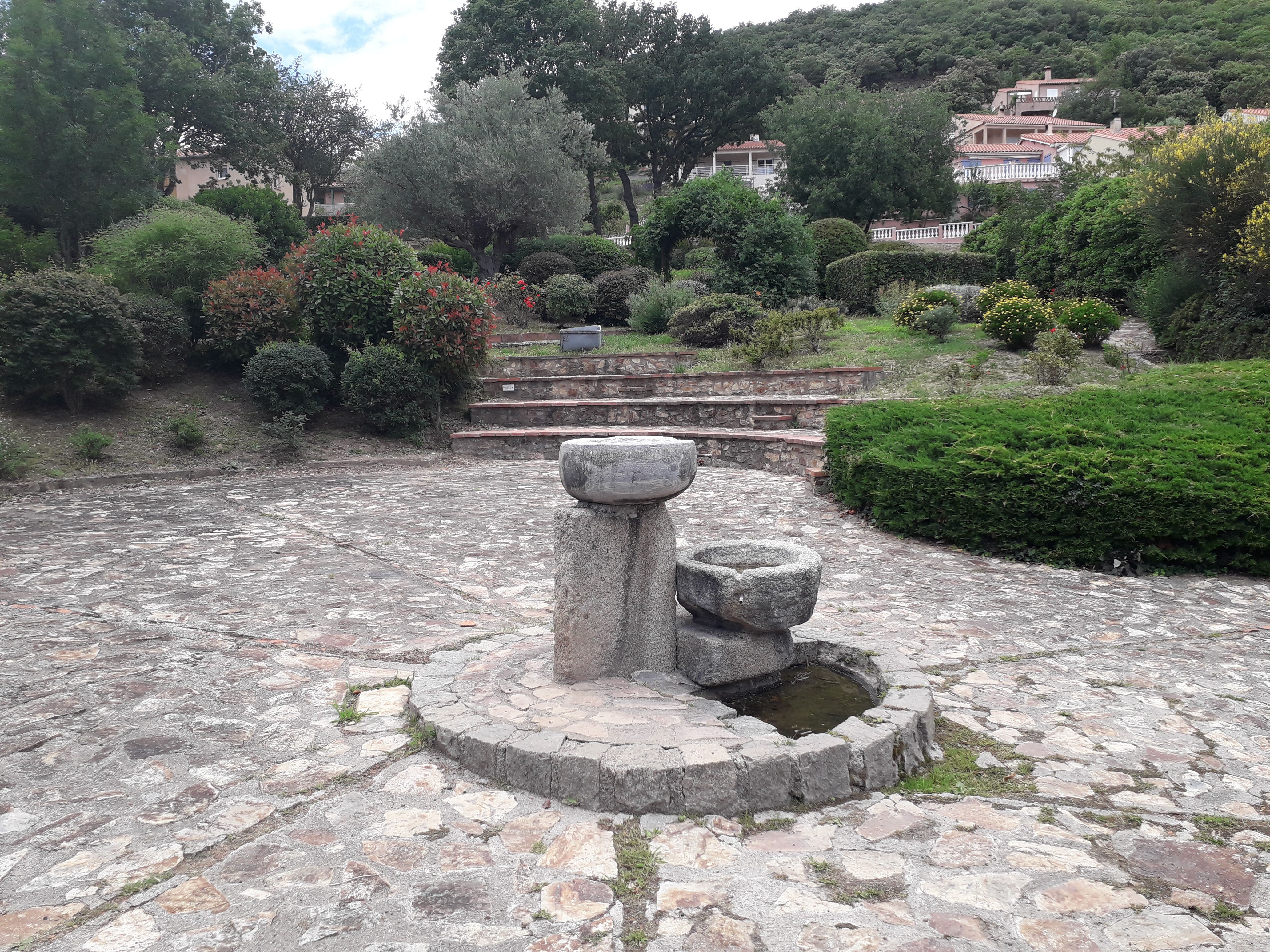
Le Jardin de Montbolo et sa fontaine.
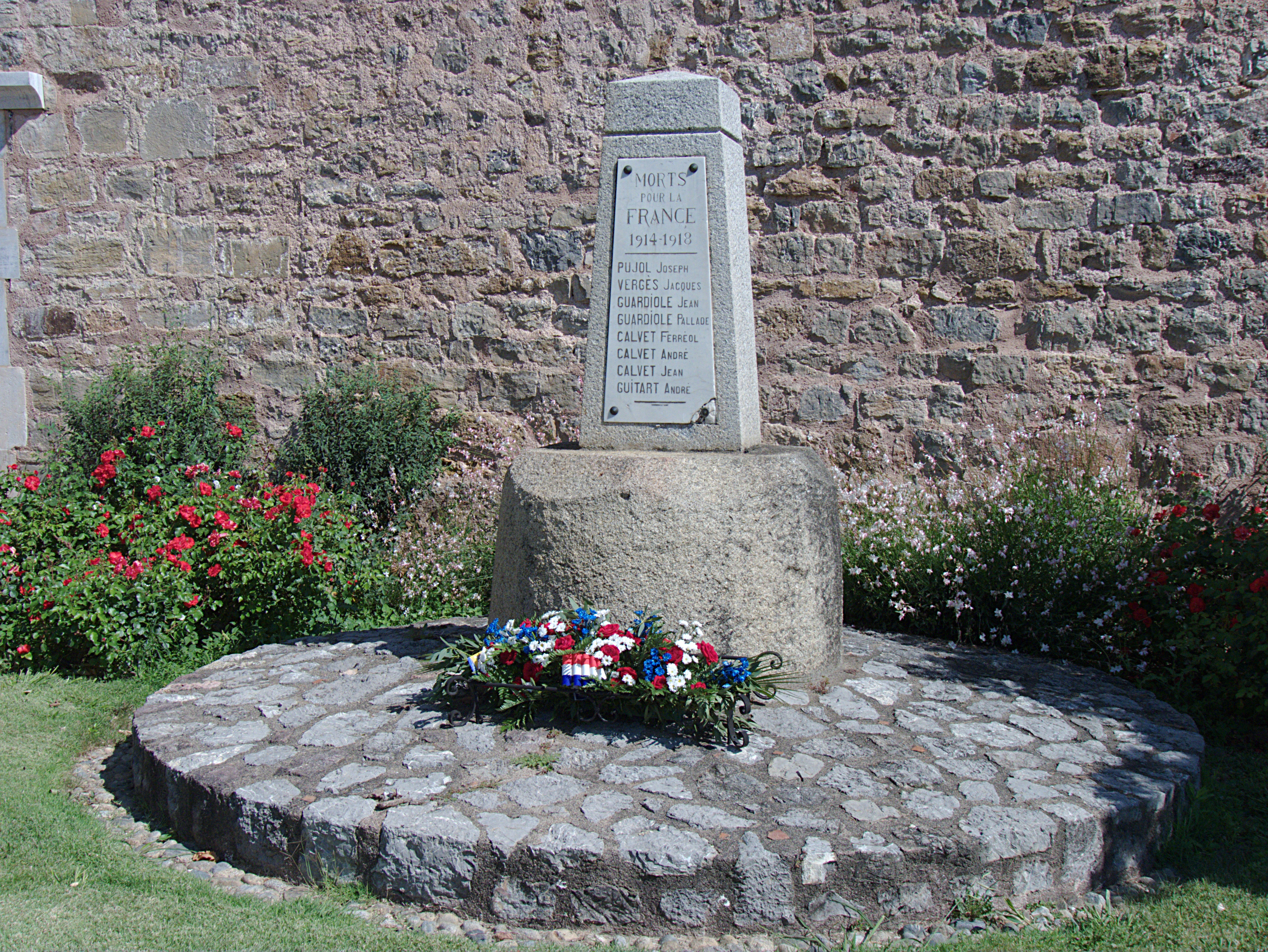
Monument aux morts.

### Héraldique
| Blason de Montbolo | Blason  | Écu carré en pointe : d'azur à un sautoir alésé d'argent. |
| Blason de Montbolo | Détails | Le statut officiel du blason reste à déterminer.          |

### Culture populaire
Poésie
- Confidences d'un moutard parisien (1912) de l'écrivain Marc Anfossi[58] : l'auteur y mentionne Montbolo, Palalda et Montalba-d'Amélie.